# Assalto di Keady
L'assalto di Keady è stato un evento accaduto nell'omonimo villaggio in Irlanda del Nord, il 9 giugno 1979, quando una pattuglia di 8 fucilieri del 2º Battaglione Royal Green Jackets, rimase coinvolta in una sparatoria con uno sparuto gruppo di 6 combattenti del Provisional Irish Republican Army. Nel combattimento è rimasto coinvolto anche Andy McNab, all'epoca vicecomandante della pattuglia all'età di 19 anni. Peadar McElvanna, combattente dell'IRA, rimase ucciso nel conflitto.

## Background
Alle ore 18:00 del 9 giugno 1979, una pattuglia di 8 fucilieri del 2º Battaglione Royal Green Jackets, comandati dal caporale "Dave" e appartenenti al Plotone 6 della Compagnia B, si riunì nell'area di munizionamento della base militare del villaggio di Crossmaglen per caricare i fucili L1A1 ed effettuare una corsa di circa trenta metri dal perimetro difensivo della base, per poi raggrupparsi nuovamente.

## Lo scontro
Nel corso del pattugliamento attraverso le campagne, il vice caporale McNab e tre suoi fucilieri attraversarono un piccolo fiume raggiungendo una discarica accanto ad un edificio diroccato situato nei pressi del paese di Keady mentre contemporaneamente la sezione di "Dave", situata a circa 150 metri alla destra della sezione di McNab, continuò a marciare lungo la sponda dove poi avrebbe incontrato l'altra pattuglia all'interno.
Avvicinando all'edificio, la squadra di McNab si ritrovò dietro la barriera di una fila di negozi sulla strada e dovette svoltare a destra, per poi raggiungere la recinzione e il cancello dell'edificio diroccato. Superando il cancello, la squadra di McNab, superando una fila di quattro automobili attraverso i negozi, si ritrovò così dinanzi ad una folla assepiata intorno ad un camion bestiame giallo con a bordo 6 combattenti armati di fucili d'assalto M-16, con passamontagna neri in faccia.
Nel momento in cui uno dei combattenti aprì il fuoco contro McNab, quest'ultimo rispose anch'egli alcuni colpi di fucile verso il camion a circa 10 metri, uccidendo il volontario Peadar McElvanna con due colpi al petto. Contemporaneamente, Scouse, il mitragliere della pattuglia, sparò diversi colpi ferendo due combattenti, mentre McNab continuò anch'egli a rispondere al fuoco contro il camion, ricaricando e sparando. A quel punto, il mezzo cominciò a muoversi e Scouse cercò di colpire la cabina di guida nella speranza di abbattere il guidatore, il quale era protetto da sacchi di sabbia e da lastre d'acciaio saldate al parabrezza.
Poco dopo, McNab si mise a correre lungo la fila di negozi e notò un gruppo di civili ammassati sul pavimento di uno dei negozi; in quell'istante uno di loro si alzò e McNab sparò due colpi nella vetrina sopra la testa del negoziante, intimandogli di rimanere per terra. A quel punto si diresse ad un incrocio ad una decina di metri dal primo punto di contatto con il nemico e, dopo una rapida occhiata, ritornò al punto di contatto. Si ritrovò così davanti ad una folla di civili mentre cercava di trarre in salvo un uomo disabile caduto su di una sedia a rotelle e, tornato dai suoi commilitoni, ebbe una sfuriata con Scouse che aveva superato il reticolato con un altro soldato.

## Eventi successivi
Terminata la sparatoria, la pattuglia si mise in contatto via radio con la base e il battaglione cominciò di conseguenza a rastrellare la zona circostante tramite elicotteri, fuoristrada Land Rover e cani pastori tedeschi. Dopodiché, una squadra composta da McNab, il comandante di plotone e un conduttore con il suo cane attraversò le campagne e trovò una baracca posta su di una collina. Dopo una rapida perquisizione, la squadra non trovò nulla e continuò il rastrellamento nella zona del combattimento con il cane, sino a quando non ritornò alla base di Crossmaglen.
Da informazioni avute da una radio si apprese che i combattenti intendevano eliminare la pattuglia, ma non era andata come previsto e, usciti da Crossmaglen, avevano raggiunto una casa di proprietà di un'ex-guardia carceraria con l'intento di rubare la sua macchina. Costui rispose al fuoco con un fucile a pompa calibro 12 facendo fuggire i combattenti, che riuscirono infine a raggiungere un ospedale della città di Monaghan per scaricare il morto e i due feriti.